# Papilio echerioides
Papilio echerioides is een vlinder uit de familie van de pages (Papilionidae). De wetenschappelijke naam van de soort is voor het eerst geldig gepubliceerd in 1868 door Roland Trimen.